# Listă de alergători români
Aceasta este o listă de alergători români.

## Nicolae Soare
Alexandru Nicolae Soare (n. 21 septembrie 1991, Buzău) este un atlet român specializat pe alergare de distanță, laureat cu argint la proba de 10.000 m la Campionatul European pentru tineret din 2013 și la Universiada de vară din 2015
S-a apucat de alergare la Liceul  sportiv „Iolanda Balaș Soter” din Buzău sub îndrumarea lui Vasile Popa. Apoi s-a legitimat la clubul Știința Bacău, unde se pregătește și antrenează încă în prezent sub conducerea Cristinei Alexe.
În aprilie 2016 s-a calificat la Jocurile Olimpice din 2016 de la Rio de Janeiro, după ce a realizat un timp de 2:18:52 la maratonul de la Hamburg.
La Universiada de la Taipei din 2017, a reușit să obțină locul 2 la proba de 10.000 m, cu timpul de 29:12, în timp ce la proba de 5.000 de metri a obținut locul 4, cu un timp de 14:03. La această ediție a Universiadei, sportivul român a reușit și 2 personal best-uri în cele 4 zile de concurs.

## Recorduri Personale
Proba                     Timp           Locație                                          Data            Note
| 3000 Metres   | 8:25.83  |  | București (ROU)           | 31 AUG 2014 |  | 910  |
| 5000 Metres   | 13:54.88 |  | Sandnes (NOR)             | 10 AUG 2019 |  | 1017 |
| 10,000 Metres | 28:25.38 |  | London (GBR)              | 19 MAY 2018 |  | 1093 |
| 8 Kilometres  | 23:17    |  | Istanbul (TUR)            | 29 OCT 2017 |  | 0    |
| 10 Kilometres | 28:54    |  | Valencia (ESP)            | 02 DEC 2018 |  | 1059 |
| 20 Kilometres | 1:04:01  |  | Alphen aan den Rijn (NED) | 06 MAR 2016 |  | 891  |
| Half Marathon | 1:03:14  |  | Gdynia (POL)              | 17 OCT 2020 |  | 1061 |
| Marathon      | 2:18:52  |  | Hamburg (GER)             | 17 APR 2016 |  | 1008 |

## Ioan Lucian Vieru
Ioan Lucian Vieru(n. 4 ianuarie 1979, Roman, Neamț) este un alergător român care s-a specializat în proba de 400 metri. La 2 iulie 2006 la Metz în Franța a stabilit recordul personal și național de 45,60 secunde.

## Recorduri Personale
Proba          Timp   Vânt       Locația                  Data               Note
| 100 Metres | 10.97 | +0.8 | Istanbul (TUR)   | 30 JUN 2007 |    | 895  |
| 200 Metres | 21.02 | -0.5 | București (ROU)  | 08 JUN 2003 |    | 1068 |
| 300 Metres | 34.39 |      | Istanbul (TUR)   | 30 MAY 2010 |    | 952  |
| 400 Metres | 45.60 |      | Longeville (FRA) | 02 JUL 2006 | NR | 1138 |

## Sanda Belgyan
Sanda Belgyan (n. 17 decembrie 1992, Cluj-Napoca, România) este o alergătoare română specializată pe proba de 400 metri și 400 metri garduri.

## Recorduri Personale

### Proba                          Timp Vânt  Locație                                 Data            Note
| 100 Metres               | 13.06   |      | Cluj-Napoca (ROU)            | 08 MAY 2010 |  | 792  |
| 200 Metres               | 24.51   | -0.5 | Pitești (ROU)                | 28 JUN 2015 |  | 990  |
| 400 Metres               | 52.47   |      | București (ROU)              | 05 JUL 2012 |  | 1108 |
| 400 Metres Hurdles       | 56.68   |      | Olympiastadion, Berlin (GER) | 07 AUG 2018 |  | 1121 |
| 4x100 Metres Relay       | 46.95   |      | Eskisehir (TUR)              | 21 JUL 2012 |  | 1015 |
| Medley Relay             | 2:09.25 |      | Bressanone (ITA)             | 12 JUL 2009 |  | 0    |
| 4x400 Metres Relay       | 3:28.40 |      | Luzhniki, Moskva (RUS)       | 17 AUG 2013 |  | 1152 |
| 4x400 Metres Relay Mixed | 3:21.68 |      | Minsk (BLR)                  | 25 JUN 2019 |  | 0    |

## Campionate
| 2009 | Campionatele Mondiale de Tineret          | Bressanone, Italia     | 9 (h)   | 400 m garduri   | 61.68   |
| 2009 | Campionatele Mondiale de Tineret          | Bressanone, Italia     |         | Ștafetă mixtă   | 2:09,25 |
| 2010 | Campionatele Mondiale de Juniori          | Moncton, Canada        | 18 (h)  | 400 m garduri   | 61,75   |
| 2010 | Campionatele Mondiale de Juniori          | Moncton, Canada        | –       | Ștafetă 4×400 m | NC      |
| 2011 | Campionatele Europene de Juniori          | Tallinn, Estonia       | 10 (sf) | 400 m garduri   | 59,15   |
| 2011 | Campionatele Europene de Juniori          | Tallinn, Estonia       | –       | Ștafetă 4×400 m | NC      |
| 2012 | Campionatele Europene                     | Helsinki, Finlanda     | 17 (h)  | 400 m           | 53,32   |
| 2012 | Campionatele Europene                     | Helsinki, Finlanda     | 7       | Ștafetă 4×400 m | 3:29,80 |
| 2013 | Campionatele Europene U23                 | Tampere, Finlanda      | 10 (h)  | 400 m garduri   | 59,45   |
| 2013 | Campionatele Europene U23                 | Tampere, Finlanda      |         | Ștafetă 4×400 m | 3:30,28 |
| 2013 | Campionatele Europene                     | Moscova, Rusia         | 7       | Ștafetă 4×400 m | 3:28,40 |
| 2013 | Jocurile Francofoniei                     | Nisa, Franța           | 7       | 400 m garduri   | 59,08   |
| 2013 | Jocurile Francofoniei                     | Nisa, Franța           |         | Ștafetă 4×400 m | 3:29,81 |
| 2014 | Campionatele Mondiale de Atletism în sală | Sopot, Polonia         | 8 (h)   | Ștafetă 4×400 m | 3:38,18 |
| 2015 | Universiada                               | Gwangju, Coreea de Sud | 8       | 400 m           | 53,36   |
| 2015 | Universiada                               | Gwangju, Coreea de Sud | 15 (h)  | 400 m garduri   | 60,26   |
| 2015 | Campionatele Mondiale                     | Beijing, China         | 11 (h)  | Ștafetă 4×400 m | 3:28,60 |
| 2016 | Campionatele Europene                     | Amsterdam, Olanda      | 15 (h)  | 400 m           | 54,33   |
| 2016 | Campionatele Europene                     | Amsterdam, Olanda      | 8       | Ștafetă 4×400 m | 3:30,63 |

## Marius Ionescu
Marius Ionescu (n. 18 decembrie 1984 în Craiova) este un alergător pe distanțe lungi din România, care s-a specializat la proba de maraton. A reprezentat România la Jocurile Olimpice de vară din 2012.
Marius Ionescu s-a apucat de atletism la vârsta de 11 ani. A absolvit liceul cu program sportiv „Petrache Trișcu” din Craiova, unde a fost în aceeași clasă cu scrimerele Ana Maria Brânză și Loredana Dinu.
A alergat initial la crosuri în probele de 1500 m, 3000 m, 5000 m, 10000 m și semimaraton. Prima competiție de maraton la care a participat a fost maratonul de la Rotterdam din 2011, unde a reușit să îndeplinească baremul pentru Mondialele de la Daegu (27 august - 4 septembrie) și pentru Jocurile Olimpice de vară din 2012 de la Londra, cu timpul de 2:16:10. A fost primul maratonist român care a participat la proba de maraton masculin din cadrul unei olimpiade după 48 ani: ultima participare a fost la Tokyo 1964, prin Constantin Grecescu, care a încheiat pe locul 36 cu 2:30:43. La Londra Ionescu s-a clasat pe locul 26 cu timpul de 2:16:28.
În 2015 a devenit primul român calificat la Jocurile Olimpice din 2016 de la Rio de Janeiro după ce a câștigat maratonul de la Dusseldorf cu timpul de 2:13:19, stabilind un nou record personal.

## Recorduri Personale
Distanta                                  Timp      Vant    Locatie                                   Data                   Note
| 1500 Metres              | 3:45.66  |  | București (ROU)           | 10 JUN 2006 |     | 1032 |
| 3000 Metres              | 8:00.86  |  | București (ROU)           | 30 MAY 2004 |     | 1051 |
| 5000 Metres              | 13:54.21 |  | Budapest (HUN)            | 19 JUN 2010 |     | 1019 |
| 10,000 Metres            | 28:54.83 |  | Birmingham (GBR)          | 25 JUN 2010 |     | 1049 |
| 3000 Metres Steeplechase | 9:00.88  |  | București (ROU)           | 08 AUG 2004 |     | 990  |
| 10 Kilometres            | 29:51    |  | Newcastle (GBR)           | 13 JUL 2014 |     | 975  |
| 15 Kilometres            | 45:53    |  | Nijmegen (NED)            | 16 NOV 2008 |     | 967  |
| 10 Miles Road            | 49:21    |  | Portsmouth (GBR)          | 30 OCT 2011 |     | 970  |
| 20 Kilometres            | 1:01:10  |  | Alphen aan den Rijn (NED) | 06 MAR 2016 | NBP | 1004 |
| Half Marathon            | 1:03:20  |  | Venlo (NED)               | 21 MAR 2010 |     | 1057 |
| Marathon                 | 2:13:00  |  | Düsseldorf (GER)          | 24 APR 2016 |     | 1109 |

## Campionate
| 2016 | Maratonul Metrogrup             | Düsseldorf, Germania | 2  | Maraton     | 2:13:00 |
| 2016 | van Alphen 20k                  | Alphen, Olanda       | 1  | 20km șosea  | 1:01:10 |
| 2015 | Maratonul Metrogrup             | Düsseldorf, Germania | 1  | Maraton     | 2:13:19 |
| 2015 | van Alphen 20k                  | Alphen, Olanda       | 1  | 20km șosea  | 1:01:27 |
| 2014 | Maratonul Chester               | Chester, Anglia      | 1  | Maraton     | 2:21:25 |
| 2014 | van Alphen 20k                  | Alphen, Olanda       | 4  | 20km șosea  | 1:03:29 |
| 2014 | Bupa Great North Run 10k        | New Castle, Anglia   | 3  | 10km șosea  | 0:29:52 |
| 2013 | Semimaratonul Bridlington       | Bridlington, Anglia  | 1  | Semimaraton | 1:10:01 |
| 2013 | Maratonul Chester               | Chester, Anglia      | 1  | Maraton     | 2:21:42 |
| 2013 | Campionatul Mondial de Atletism | Moscova, Rusia       | 26 | Maraton     | 2:18:31 |
| 2013 | Bupa Great Manchester Run       | Manchester, Anglia   | 12 | 10 km șosea | 0:29:59 |
| 2013 | Maratonul Haspa                 | Hamburg, Germania    | 5  | Maraton     | 2:13:33 |
| 2012 | Maratonul EurAsia               | Istanbul, Turcia     | 7  | Maraton     | 2:24:25 |
| 2012 | Jocurile Olimpice de Vară       | Londra, Anglia       | 26 | Maraton     | 2:16:28 |
| 2011 | Campionatul Mondial de Atletism | Daegu, Coreea de Sud | 13 | Maraton     | 2:15:32 |
| 2011 | Maratonul Rotterdam             | Rotterdam, Olanda    | 14 | Maraton     | 2:16:11 |
| 2010 | Semimaraton Venloop             | Venlo, Olanda        | 3  | Semimaraton | 1:03:20 |

## Anamaria Ioniță
Anamaria Ioniță (n. 7 iulie 1988, Brăila, RS România) este o alergătoare română specializată pe proba de 400 metri și 400 metri garduri
Printre primele performanțe notabile se numără clasarea pe primul loc cu ștafeta de 4×400 m la Campionatele Europene pe Echipe de la Leiria (Portugalia) din 2009.
Sportiva este de cinci ori campioană națională, de patru ori campioană la Balcaniade, de două ori finalistă la Campionatele Europene și o dată finalistă la Campionatele Mondiale.
Împreună cu Adelina Pastor, Sanda Belgyan și Andrea Miklos, a obținut calificarea la Jocurile Olimpice din 2016 după ce a obținut locul 8 in finala Campionatului European de la Amsterdam în proba de ștafetă 4×400 m.

## Elena Mirela Lavric
Elena Mirela Lavric (n. 17 februarie 1991, Vaslui, România) este o atletă din România, care s-a specializat la proba de 800 de metri. Reprezintă România la Jocurile Olimpice de vară din 2012.
Ea  este legitimata si inca se antreneaza la clubul CSM Onești

## Recorduri personale
| 100 Metres         | 11.97   | +1.6 | București (ROU)                      | 07 AUG 2010 |  | 997  |
| 200 Metres         | 24.01   | +0.4 | București (ROU)                      | 16 JUN 2012 |  | 1035 |
| 300 Metres         | 38.91   |      | București (ROU)                      | 23 JUL 2006 |  | 1015 |
| 400 Metres         | 52.06   |      | Tampere (FIN)                        | 13 JUL 2013 |  | 1124 |
| 800 Metres         | 1:59.74 |      | Blankers-Koen Stadion, Hengelo (NED) | 27 MAY 2012 |  | 1167 |
| 4x400 Metres Relay | 3:28.40 |      | Luzhniki, Moskva (RUS)               | 17 AUG 2013 |  | 1152 |

## Campionate
| 2007 | Campionatul Mondial de Tineret în Atletism  | Ostrava, Cehia                       | locul 1   | 800 m             | 2:04,29      |
| 2007 | Campionatul European de Juniori la Atletism | Hengelo, Regatul Țărilor de Jos      | locul 1   | 800 m             | 2:02,84 (PB) |
| 2007 | Campionat mondial                           | Osaka, Japonia                       | c (h)     | 4 × 400 m reluare | 3:35,69      |
| 2008 | Campionatul Mondial de Indoor IAAF          | Valencia, Spania                     | 5th       | 4 × 400 m reluare | 3:36,79      |
| 2008 | Campionatul Mondial de Juniori la Atletism  | Bydgoszcz, Polonia                   | locul 1   | 800 m             | 2:00,06 (CR) |
| 2008 | Campionatul Mondial de Juniori la Atletism  | Bydgoszcz, Polonia                   | 11th (h)  | 4 × 400 m reluare | 3:41,39      |
| 2009 | Campionatul European în sală                | Torino, Italia                       | 10th (sf) | 800 m             | 2:06,93      |
| 2009 | Campionatul European de Juniori la Atletism | Novi Sad, Serbia                     | locul 1   | 800 m             | 2:04,12      |
| 2009 | Campionat mondial                           | Berlin, Germania                     | 26th (h)  | 800 m             | 2:04,49      |
| 2010 | Campionate Mondiale de Juniori la Atletism  | Noul Brunswick, Canada               | locul 1   | 800 m             | 2:01,85      |
| 2010 | Campionate Mondiale de Juniori la Atletism  | Noul Brunswick, Canada               | —         | 4 × 400 m reluare | DQ           |
| 2010 | Campionatele Europene de Atletism           | Barcelona, Spania                    | 8th       | 4 × 400 m reluare | 3:29,75      |
| 2011 | Campionatul European în sală                | Paris, Franța                        | –         | 800 m             | DNF          |
| 2011 | Campionatul European de Atletism U23        | Ostrava, Cehia                       | 7th       | 800 m             | 2:12,99      |
| 2011 | Campionatul European de Atletism U23        | Ostrava, Cehia                       | 5th       | 4 × 400 m reluare | 3:36,76      |
| 2012 | Campionatul Mondial de Indoor IAAF          | Istanbul, Turcia                     | 4th       | 4 × 400 m reluare | 3:33,41      |
| 2012 | Campionatele Europene de Atletism           | Helsinki, Finlanda                   | 18th      | 800 m             | 2:11.6       |
| 2012 | Campionatele Europene de Atletism           | Helsinki, Finlanda                   | 7th       | 4 × 400 m reluare | 3:29,80      |
| 2012 | Jocurile Olimpice                           | Londra, Regatul Unit                 | 14th (sf) | 800 m             | 2:00,46      |
| 2013 | Campionatul European de Atletism U23        | Tampere, Finlanda                    | locul 2   | 400 m             | 52,06        |
| 2013 | Campionatul European de Atletism U23        | Tampere, Finlanda                    | locul 1   | 800 m             | 2:01,56      |
| 2013 | Campionatul European de Atletism U23        | Tampere, Finlanda                    | locul 2   | 4 × 400 m reluare | 3:30,28      |
| 2013 | Campionate mondiale                         | Moscova, Rusia                       | 31st (h)  | 800 m             | 2:10,37      |
| 2013 | Atletism la Jeux de la Francofonie          | Nisa, Franța                         | locul 1   | 800 m             | 2:02,27      |
| 2013 | Atletism la Jeux de la Francofonie          | Nisa, Franța                         | locul 1   | 4 × 400 m reluare | 3:29,81      |
| 2014 | Campionatul European de Atletism            | Zürich, Elveția                      | 8th       | 800 m             | 2:09,25      |
| 2016 | Campionatul Mondial de Indoor IAAF          | Portland, Statele Unite ale Americii | locul 3   | 4 × 400 m reluare | 3:31,51      |

## Roxana Elisabeta Rotaru
Roxana Elisabeta Rotaru(n. 22 iunie 1988, București, RS România) este o alergătoare pe distanțe lungi din România. Și-a reprezentat țara natală la proba de 5000 de metri la Campionatul European de Atletism din 2010. De asemenea a participat și la proba de 3000 de metri de la Campionatul European de Atletism în sală 2011, unde a terminat pe locul 10. A terminat pe locul 3 la Campionatul Mondial Universitar de Cros în 2012 și a făcut parte din echipa României, care a câștigat medalia de argint alături de Ancuța Bobocel.

## Recorduri personale
| 800 Metres         | 2:09.03  |  | Cluj Arena, Cluj-Napoca (ROU) | 23 AUG 2020 |  | 1006 |
| 1500 Metres        | 4:10.24  |  | București (ROU)               | 05 JUL 2012 |  | 1125 |
| 3000 Metres        | 8:56.79  |  | Bydgoszcz (POL)               | 03 JUN 2011 |  | 1116 |
| 5000 Metres        | 15:13.40 |  | Helsinki (FIN)                | 28 JUN 2012 |  | 1137 |
| 10,000 Metres      | 32:30.97 |  | London (GBR)                  | 19 MAY 2018 |  | 1112 |
| 5 Kilometres       | 16:13    |  | Oderzo (ITA)                  | 01 MAY 2019 |  | 1051 |
| 10 Kilometres      | 32:15    |  | București (ROU)               | 21 APR 2019 |  | 1146 |
| 10 Mile Drum       | 58:51    |  | Bern (SUI)                    | 14 MAY 2016 |  | 961  |
| Half Marathon      | 1:13:45  |  | Gdynia (POL)                  | 17 OCT 2020 |  | 1058 |
| 4x400 Metres Relay | 3:43.64  |  | Pitești (ROU)                 | 27 JUL 2018 |  | 1026 |

## Andrea Miklos
Andrea Miklos (n. 17 aprilie 1999, Cluj-Napoca, România) este o alergătoare română specializată pe proba de 400 metri.

## Recorduri Personale
| 100 Metres               | 12.18   | +0.9 | București (ROU)                    | 13 JUN 2015 |  | 956  |
| 200 Metres               | 23.95   | -1.0 | Cluj-Napoca (ROU)                  | 03 JUN 2018 |  | 1047 |
| 300 Metres               | 38.92   |      | Konya (TUR)                        | 21 APR 2014 |  | 1015 |
| 400 Metres               | 52.07   |      | Ratina Stadium, Tampere (FIN)      | 12 JUL 2018 |  | 1124 |
| 800 Metres               | 2:07.15 |      | București (ROU)                    | 06 AUG 2017 |  | 1038 |
| 4x100 Metres Relay       | 45.96   |      | Gävle (SWE)                        | 14 JUL 2019 |  | 1054 |
| 4x400 Metres Relay       | 3:29.08 |      | Olympisch Stadion, Amsterdam (NED) | 09 JUL 2016 |  | 1146 |
| 4x400 Metres Relay Mixed | 3:29.40 |      | Pascual Guerrero, Cali (COL)       | 18 JUL 2015 |  | 0    |

## Campionate
| 2015 | Campionatele Mondiale de Tineret           | Cali, Columbia                       | 7  | 400 m           | 53,29   |
| 2015 | Festivalul Olimpic al Tineretului European | Tbilisi, Georgia                     | 1  | 400 m           | 53,68   |
| 2016 | Campionatul Mondial de Atletism în sală    | Portland, Statele Unite ale Americii | 3  | Ștafetă 4×400 m | 3:31,51 |
| 2016 | Campionatele Europene de Atletism          | Amsterdam, Olanda                    | 8  | Ștafetă 4×400 m | 3:30,63 |
| 2016 | Campionatele Europene de Tineret U18       | Tbilisi, Georgia                     | 1  | 400 m           | 52,70   |
| 2016 | Jocurile Olimpice                          | Rio de Janeiro, Brazilia             | 14 | Ștafetă 4×400 m | 3:29,87 |
| 2017 | Campionatele Europene de Tineret U20       | Grosseto, Italia                     | 2  | 400 m           | 52,31   |
| 2018 | Campionatele Mondiale de Tineret U20       | Tampere, Finlanda                    | 2  | 400 m           | 52,07   |
| 2019 | Campionatele Europene de Tineret U23       | Gävle, Suedia                        | 3  | 400 m           | 52,66   |

## Lista Atletisti Romani

### A
- Tiberiu Agoston
- Andreea Arsine

### B
- Arpad Bako
- Iolanda Balaș
- Adriana Barbu
- Roxana Bârcă
- Sanda Belgyan
- Claudia Bobocea

### C
- Daniela Costian

### D
- Paul Dicu
- Mihai Donisan

### F
- Alin Firfirică
- Mădălina Florea

### G
- Andrei Gag
- Adrian Gagea
- Costel Grasu
- Nicoleta Grasu

### I
- Monica Iagăr
- Bondoc Ionescu-Crum
- Marius Ionescu
- Anamaria Ioniță

### L
- Mirela Lavric

### M
- Rodica Petrescu Mateescu
- Mihaela Melinte
- Argentina Menis
- Andrea Miklos
- Ion Moina

### N
- Alexandru Novac

### O
- Nuța Olaru

### P
- Adelina Pastor
- Bianca Ghelber
- Esthera Petre
- Florina Pierdevară
- Claudia Prisecaru

### R
- Ana Rodean

### S
- Cristina Simion
- Nicolae Soare (atlet)
- Gabriela Szabó

### T
- Andrei Toader

### V
- Ioan Lucian Vieru

### Z
- Ioan Zaizan